# Danny Calegari
Danny Matthew Cornelius Calegari (Melbourne, 24 de mayo de 1972) es matemático y educador australiano-estadounidense. Se desempeña como profesor de matemáticas en la Universidad de Chicago. Sus intereses de investigación incluyen geometría, sistemas dinámicos, topología de baja dimensión y teoría de grupos geométricos.

## Biografía
En 1994, recibió una licenciatura en Matemáticas de la Universidad de Melbourne con honores. Recibió su doctorado de la Universidad de California en 2000, bajo la supervisión conjunta de Andrew Casson y William Thurston; su disertación se centró en las foliaciones de variedades tridimensionales.
De 2000 a 2002 fue profesor asistente Benjamin Peirce en la Universidad de Harvard, tras lo cual se incorporó a la facultad del Instituto Tecnológico de California; se convirtió en profesor Merkin en 2007. Fue profesor universitario de Matemática Pura en la Universidad de Cambridge en 2011-2012 y ha sido profesor de Matemáticas en la Universidad de Chicago desde 2012.
Calegari es también autor de ficción corta, publicada en Quadrant, Southerly y Overland. Su historia A Green Light fue ganadora del premio The Age Short Story Award en 1992.

### Vida personal
El matemático Frank Calegari es el hermano de Danny Calegari.

## Premios
Fue uno de los ganadores del Premio Clay de Investigación 2009 por su solución a la Conjetura de Mansedumbre de Marden y la Conjetura de la Medida de Ahlfors. En 2011 recibió el premio Wolfson Research Merit Award de la Royal Society, y en 2012, se convirtió en miembro de la American Mathematical Society. En 2012 pronunció las Conferencias Namboodiri en la Universidad de Chicago, y en 2013 pronunció las Conferencias Blumenthal en la Universidad de Tel Aviv.

## Publicaciones seleccionadas
- Calegari, Danny (2007). Foliations and the geometry of 3-manifolds. Oxford Mathematical Monographs. Oxford: Oxford University Press. pp. xiv+363 pp. ISBN 978-0-19-857008-0.
- Calegari, Danny (2009). scl (stable commutator length). MSJ Memoirs 20. Tokyo: Mathematical Society of Japan. pp. xii+209 pp. ISBN 978-4-931469-53-2.
- Calegari, Danny (1999). «{\displaystyle \mathbb {R} }-covered foliations of hyperbolic 3-manifolds». Geometry & Topology 3: 137-153. arXiv:math/9808064. doi:10.2140/gt.1999.3.137.
- Calegari, Danny; Dunfield, Nathan (2003). «Laminations and groups of homeomorphisms of the circle». Inventiones Mathematicae 152 (1): 149-204. Bibcode:2003InMat.152..149D. arXiv:math/0203192. doi:10.1007/s00222-002-0271-6.
- Calegari, Danny (2006). «Promoting essential laminations». Inventiones Mathematicae 166 (3): 583-643. Bibcode:2006InMat.166..583C. arXiv:math/0210148. doi:10.1007/s00222-006-0004-3.
- Calegari, Danny; Gabai, David (2006). «Shrinkwrapping and the taming of hyperbolic 3-manifolds». Journal of the American Mathematical Society 19 (2): 385-446. arXiv:math/0407161. doi:10.1090/S0894-0347-05-00513-8.
- Calegari, Danny (2006). «Universal circles for quasigeodesic flows». Geometry & Topology 10 (4): 2271-2298. arXiv:math/0406040. doi:10.2140/gt.2006.10.2271.
- Calegari, Danny (2008). «What is stable commutator length?». Notices of the American Mathematical Society 55 (9): 1100-1101.